# Xã Flynn, Michigan
Xã Flynn (tiếng Anh: Flynn Township) là một xã thuộc quận Sanilac, tiểu bang Michigan, Hoa Kỳ. Năm 2010, dân số của xã này là 1.050 người.